# Otto Wermelinger
Otto Wermelinger (* 10. Juni 1939 in Willisau) ist ein Schweizer Kirchenhistoriker.

## Leben
Nach der Promotion am 1973 zum Dr. theol. am Institut Catholique de Paris wurde er 1976 außerplanmäßiger Professor in Freiburg im Üechtland und 1981 ordentlicher Professor der Universität Freiburg i. Üe. für Patristik, Geschichte der Alten Kirche und Dogmengeschichte. Zwischen 1991 und 1995 bekleidete er das Amt eines Vizerektors der Universität. Otto Wermelinger wurde im Januar 2009 emeritiert. 
Seine Forschungsschwerpunkte sind lateinische Patristik und Kirchengeschichte. Er war Herausgeber der Buchreihe Paradosis.

## Schriften (Auswahl)
- Rom und Pelagius. Die theologische Position der römischen Bischöfe im pelagianischen Streit in den Jahren 411–432 (= Päpste und Papsttum. Band 7). Hiersemann, Stuttgart 1975, ISBN 3-7772-7516-6 (zugleich Dissertation, Institut Catholique de Paris 1973).
- als Herausgeber mit Jean-Daniel Kaestli: Le canon de l’ancien testament. Sa formation et son histoire (= Le monde de la Bible). Éditions Labor et Fides, Genève 1984, ISBN 2-8309-0008-1.
- als Herausgeber mit Werner Steinmann: Aurelius Augustinus: Vom ersten katechetischen Unterricht (= Schriften der Kirchenväter. Band 7). Kösel, München 1985, ISBN 3-466-25037-4.
- als Herausgeber mit Henri-Irénée Marrou: John J. O’Meara: La jeunesse de saint Augustin. Introduction à la lecture des Confessions (= Vestigia. Pensée antique et médiévale. Band 3). Èd. Univ., Fribourg 1988, ISBN 2-8271-0377-X.
- als Herausgeber mit Dirk van Damme: Othmar Perler: Sapientia et caritas. Gesammelte Aufsätze zum 90. Geburtstag (= Paradosis. Beiträge zur Geschichte der altchristlichen Literatur und Theologie. Band 29). Universitätsverlag, Fribourg 1990, ISBN 3-7278-0684-2.
- als Herausgeber mit Marie-Anne Vannier und Gregor Wurst: «Anthropos laïkos». Mélanges Alexandre Faivre à l’occasion de ses 30 ans d’enseignement (= Paradosis. Beiträge zur Geschichte der altchristlichen Literatur und Theologie. Band 44). Universitätsverlag, Fribourg 2000, ISBN 2-8271-0882-8.
- als Herausgeber mit Johannes van Oort und Gregor Wurst: Augustine and Manichaeism in the Latin West. Proceeding of the Fribourg-Utrecht symposium of the International Association of Manichaean Studies (IAMS) (= Nag Hammadi and Manichaean studies. Band 49). Brill, Leiden 2001, ISBN 90-04-11423-8.
  - als Herausgeber mit Johannes Van Oort und Gregor Wurst: Augustine and Manichaeism in the Latin West. Proceeding of the Fribourg-Utrecht symposium of the International Association of Manichaean Studies (IAMS) (= Nag Hammadi and Manichaean studies. Band 49). Brill, Leiden 2012, ISBN 978-90-04-22685-2.
- als Herausgeber mit Pierre-Yves Fux und Jean-Michel Roessli: «Augustinus Afer». Saint Augustin. Africanité et universalité. Actes du colloque international, Alger-Annaba, 1–7 avril 2001 (= Paradosis. Beiträge zur Geschichte der altchristlichen Literatur und Theologie. Band 45). Universitätsverlag, Fribourg 2003, ISBN 2-8271-0943-3.
- als Herausgeber mit Philippe Bruggisser, Beat Näf und Jean-Michel Roessli: Mauritius und die thebäische Legion. Saint Maurice et la légion thébaine. Akten des internationalen Kolloquiums, Freiburg, Saint-Maurice, Martigny, 17.–20. September 2003. Actes du colloque international Fribourg, Saint-Maurice, Martigny, 17–20 septembre 2003 (= Paradosis. Beiträge zur Geschichte der altchristlichen Literatur und Theologie. Band 49). Universitätsverlag, Fribourg 2005, ISBN 3-7278-1527-2.